# Корнино
Корнино — деревня в Чердынском районе Пермского края. Входит в состав Рябининского сельского поселения.

## Географическое положение
Расположена примерно в 17 км к западу от центра поселения, посёлка Рябинино, и в 27 км к юго-западу от районного центра, города Чердынь. 

## Население
| 2010 |
| ---- |
| 81   |

## Топографические карты
- Лист карты P-40-125,126 Чердынь. Масштаб: 1 : 100 000. Указать дату выпуска/состояния местности.